# Краснобруд
Краснобруд, иногда Красноброд (пол. Krasnobród) — город в Польше, входит в Замойский повят Люблинского воедводства. Имеет статус городско-сельской гмины. Население — 3100 человек (на 2019 год).

## История
Первыми известными владельцами Краснобруда были представители рода Лещинских. В 1576 году, когда Краснобрудом владели Замойские, он получил статус города. В XVII веке город перешёл во владение к Тарновским и стал площадкой для проведения малопольского синода.
По результатам первого раздела Речи Посполитой Краснобруд перешёл во владение Австрийского эрцгерцогства. В 1809 году он вошёл в состав Варшавского герцогства, а в 1815 году стал частью Царства Польского, в котором через 55 лет был лишён статуса города. В последних числах сентября 1939 года Краснобруд стал местом ожесточённых боёв между польскими кавалеристами и немецкой группой армий «Юг». После повторного обретения статуса города в 1994 году, в Краснобруде началось развитие курортной и туристической инфраструктуры.